# 控制的錯覺
控制错觉是人们倾向于高估自己控制場面的能力。這一概念由美国心理学家艾伦兰格提出 。在熟悉的情况下，以及在压力和竞争情况下，这种错觉更常见。